# Рт добре наде
Рт добре наде (афр. Kaap die Goeie Hoop) је стена на атлантској обали полуострва Кејп у Јужној Африци.
Често се сматра да је Рт добре наде најјужнија тачка Африке, на основу заблуде да је рт тачка раздвајања између Атлантског и Индијског океана. У ствари, најјужнија тачка Африке је рт Иглени (150 км на исток-југосток). Течения оба океана се спајају на тачки где се топла Агулхас струја спаја са хладном Бенгулска струја, те се окреће назад. Тачка спајања океана осцилира између рта Игленог и рт Кејп (око 12 км на исток).
Шаблон:OSM Location map
Следећи западну обалу Африке од екватора, Рт добре наде обележава тачку где брод почиње да путује више на исток него на југ. Тако је прво модерно заобилажење рта 1487. године од стране португалског истраживача Бартоломеа Дијаса било важна прекретница у покушајима Португалаца да успоставе директне трговинске односе са Далекој Источном (иако је Херодот споменуо да су Феничани то учинили далеко раније).
Дијас је назвао рт Cabo das Tormentas („Рт олуја”), који је био првобитни назив рта, али га је касније португалски краљ Јован II преименовао у Cabo da Boa Esperança („Рт добре наде”) због великог оптимизма који је произашао отварањем поморске руте ка Индији.

### Историја
Еудокс из Цизика (fl. око 130. п. н. е) је био грчки навигатор за Птоломеја VIII, краља хеленистичке Птоломејске династије у Египату. Око 116. године п. н. е, док се враћао са путовања у Индију, Еудокс је наишао на потопљени брод који је изгледао да потиче из Гадаса (касније Гадис), у тада римској Хиспанија Бетика. У то време, једини начин на који је такав брод могао да достигне Индијски океан био је заобилажењем рта.
Први Европљанин који је дошао до Рта добре наде био је португалски истраживач Бартоломеу Дијас 12. марта 1488. године. Он га је назвао Cabo das Tormentas („Рт олуја”). Касније је Јован II Португал преименовао у Cabo da Boa Esperança („Рт добре наде”) због великог оптимизма који је произашао отварањем морског пута ка Индији и Истоку.
Професионалне слике флоре и фауне, као и легенде о месту, догодиле су се Европе до Фра Мауровог мапе из 1450. године, на којој је Индијски океан представљен као повезан са Атлантским. Важно је напоменути да је Рт добре наде истовремено и феноменални природни резерват.

### Флора и фауна
Рт добре наде је разноврстан хабитат, од стена, плажа до отвореног мора, где живи најмање 250 врста птица. Стратешка тачка рта између два океана осигурава разнолик и богат живот у мору. Ту се могу видети китови, фоке и делфини.
Велико је богатство биљног света у околини рта. Има 1100 врста биљака, од којих су многе ендемске.